# Büro Dr. Schumacher

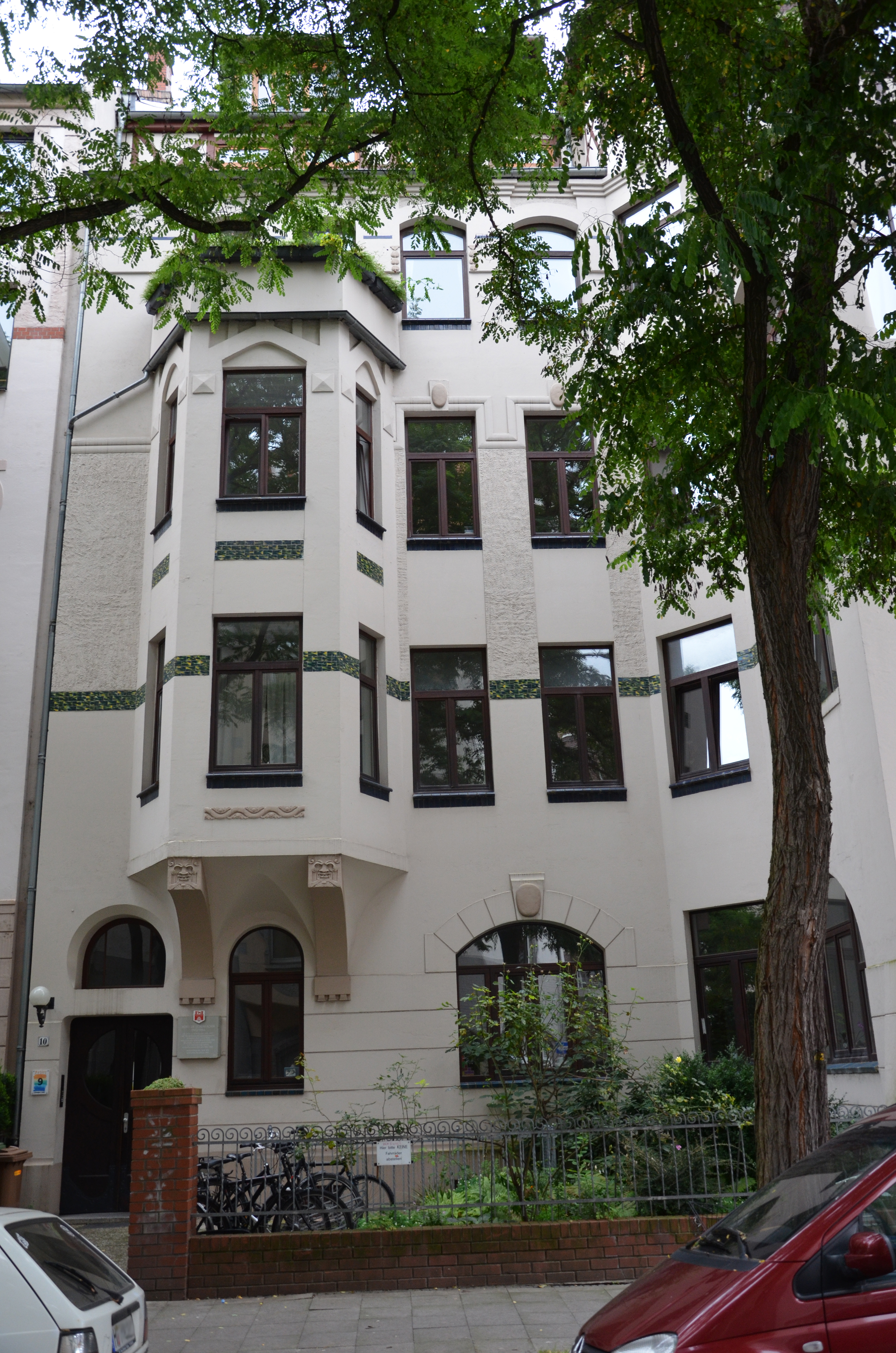
Blick auf das nach 1900 erbaute Mehrfamilien-Mietshaus in der Jacobsstraße 10 im heutigen hannoverschen Stadtteil Linden-Mitte

Das Büro Dr. Schumacher (auch: Büro Schumacher; später: Büro der Westzonen) ist der Name für das unter Kurt Schumacher noch vor dem Ende des Nationalsozialismus und dem Ende des Zweiten Weltkrieges begründete Büro zum Wiederaufbau der Sozialdemokratischen Partei Deutschlands (SPD). Standort der Büroräumlichkeiten war ein nach der Wende zum 20. Jahrhundert errichtetes, heute denkmalgeschütztes Mehrfamilien-Mietshaus in der Jacobsstraße 10 im heutigen hannoverschen Stadtteil Linden-Mitte.

## Geschichte
Das Gebäude selbst wurde noch zur Zeit des Deutschen Kaiserreiches errichtet, als die noch heute erhaltenen, zwischen den Jahren 1903 und 1907 (auf der östlichen Straßenseite) in anspruchsvoller Bauweise errichteten Mietshäuser in „spekulativem Interesse“ entstanden für die seinerzeit lediglich dem Bürgertum möglichen Wohnverhältnisse. Dabei wurden sämtliche Gebäude der Straße mit Vorbauten und Balkonen sowie teilweise rückseitigen Flügeln ausgestattet, bei denen auch die Zweispänner relativ große und komfortable Wohnungen boten. Für die Häusergruppe Jacobsstraße 10, 12, 14 und 16 wurde eine einheitliche Planung durch einen Architekten namens „H. Schmidt“ vermutet, der in den Fassaden dem „geometrischen Jugendstil“ zuneigte.
Das Haus Jacobsstraße 10 wurde als Einspänner mit einem vorspringenden Gebäudeflügel geplant, der den Vorgartenbereich begrenzte und der Straße mit seinen durchgängigen Gärten und teilweise noch heute erhaltenen historischen Einfriedungen den Charakter einer reinen Wohnstraße verlieh.

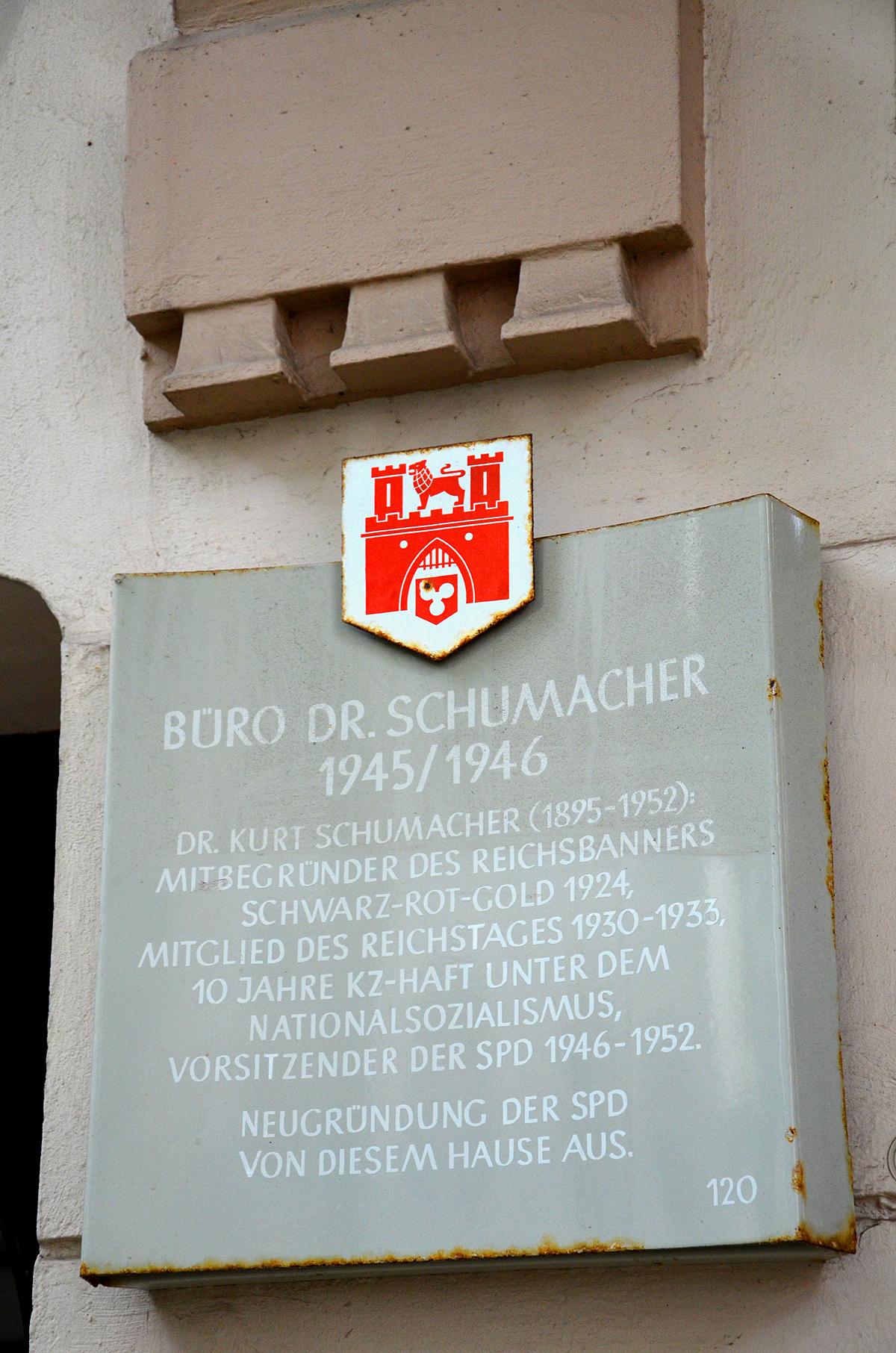
Stadttafel Nummer 120 mit Kurz-Erläuterungen zum „Büro Dr. Schumacher 1945/1946“

Für die Zeit nach dem Ersten Weltkrieg, die Weimarer Republik und die Zeit des Nationalsozialismus gibt eine später neben dem Hauseingang angebrachte Stadttafel mit der Nummer 120 stellvertretend Auskunft: Unter dem Wappen der Stadt Hannover ist eine Kurz-Vita Schumachers folgenden Inhaltes wiedergegeben:

„Büro Dr. Schumacher / 1945/1946 / Dr. Kurt Schumacher (1895–1952): Mitbegründer des Reichsbanners Schwarz-Rot-Gold 1924, Mitglied des Reichstages 1930–1933, 10 Jahre KZ-Haft unter dem Nationalsozialismus, Vorsitzender der SPD 1946–1952. / Neugründung der SPD von diesem Haus aus.“

Kurt Schumacher war am 20. September 1944 aus dem Konzentrationslager Neuengamme entlassen worden. In der Jacobsstraße hatten bis Anfang 1945 beinahe sämtliche Gebäude die Luftangriffe auf Hannover schadlos überstanden, zumal noch vor dem eigentlichen Ende des Zweiten Weltkrieges der NSDAP-Stadtkommissar Egon Bönner gemeinsam mit dem Stadtkommandanten Paul Wilhelm Loehning am 10. April 1945 eine kampflose Übergabe Hannovers an die anrückenden US-Amerikaner durchsetzte. Die US-Truppen rückten schließlich über Harenberg und Limmer nach Hannover ein.
Am 19. April 1945 gründete sich in der Jacobsstraße 10, anfangs noch illegal, unter Kurt Schumacher das „Büro Dr. Schumacher“ als „organisatorischer Ansatzpunkt“ für den Wiederaufbau der SPD. Erst nach dem Potsdamer Abkommen lizenzierten die Vereinigten Staaten und die Britischen Besatzer in den Monaten August und September 1945 die verschiedenen demokratischen Parteien, neben der SPD auch andere Parteien wie die anfangs noch ausgesprochen antikapitalistische CDU.
Am 6. Oktober 1945, Jahre vor der Gründung der Bundesrepublik Deutschland und derjenigen der Deutschen Demokratischen Republik, wurde das Büro des späteren SPD-Vorsitzenden Kurt Schumacher in der Jacobsstraße 10 in „Büro der Westzonen“ umbenannt.
In jüngerer Zeit wurde neben dem Hauseingang der Jacobsstraße 10 zusätzlich zu der hannoverschen Stadttafel auch das Schild Nummer 9 der „Butjer Route“ vom Verein Lebendiges Linden angebracht.